# Войтюк, Иван Семёнович
Иван Семёнович Войтюк (род. 24 апреля 1956, пос. Джартасс, Карагандинской обл., Казахстан) — украинский режиссёр театра и кино, продюсер, сценарист. Член Союза театральных деятелей Украины.

## Образование и карьера
- 1980 — Окончил Киевский государственный институт культуры им. Корнейчука по специальности «режиссура театра» и по распределению был направлен на работу во Дворец культуры и техники «Новокраматорского машиностроительного завода» им. Ленина режиссёром Народного театра «Данко» (Краматорск, Донецкая область)
- 1987 — Реорганизовал Народный театр в хозрасчётное предприятие «Театр-студия» с открытием стационарного театрального зала
- 1995 — На базе студийного театра создал государственный городской театр Краматорска в бывшем здании городского кинотеатра «Родина»
- 1997 — Живёт в Киеве. Работает креативным директором РА «Премьер СВ Украина», «Стиль-С», исполнительным продюсером телеканала «Интер»
- 2005 — Становится одним из создателей кинокомпании DaxiFilm, где выпускает свои первые телевизионные художественные фильмы
- 2012 — Режиссёр киевского театра «Серебряный остров»
- 2017 — Доцент кафедры аудиовизуальных искусств и производства, Киевского международного университета

## Театральные постановки
- М. Шатров «Революционный этюд» (Синие кони на красной траве) 23.02.81 г.
- «Помните». Литературный спектакль по стихам поэтов, павших на фронтах Великой Отечественной войны 07.05.81 г.
- Г. Мамлин «Ручейки да пригорки» 25.05.81 г.
- Р. Рождественский «210 шагов» 24.04.82 г.
- Ж. Б. Мольер «Мещанин во дворянстве» 07.05.82 г.
- Ю. Трифонов «Обмен» 27.03.83 г.
- С. Коковкин «Верояция» (Лесковский сказ на балаганный лад) 01.05.83 г.
- М. Захаров «Темп — 1929» 14.04.84 г.
- А. Гельман «Скамейка» 06.06.84 г.
- А. Червинский «Счастье моё» (руководитель постановки, режиссёр-постановщик Н. Кубарева) 24.04.85 г.
- А. Дударев «Рядовые» 09.05.85 г.
- А. Червинский «Крестики-нолики» 27.06.85 г.
- Е. Шварц «Дракон» 14.03.86 г.
- В. Арро «Синее небо, а в нём облака» (руководитель постановки, режиссёр-постановщик Н. Фомина) 16.05.86 г.
- М. Шатров «Диктатура совести» (Суд над Лениным) 24.05.86 г.
- В. Шекспир «Макбет» (совместная постановка с Ю. Бинецким) 05.05.87 г.
- М. де Гальдероде «Эскориал» (руководитель постановки, режиссёр-постановщик А. Овчаренко) 27.06.87 г.
- А. Аверченко «Аристократка» (руководитель постановки, режиссёр-постановщик Ю. Бинецкий) 24.10.87 г.
- М. Булгаков «Кабала святош» (Мольер) 30.05.88 г.
- М. Розовский «История лошади» (Холстомер) 12.02.89 г.
- С. Злотников «Сцены у фонтана» (руководитель постановки, режиссёр-постановщик А. Белозуб) 14.04.89 г.
- Э. Радзинский «Наш Декамерон» 12.02.90 г.
- Б. Меринье «Любо-дорого» (руководитель постановки, режиссёр-постановщик И. Сарычева) 16.03.90 г.
- Л. Петрушевская «Чинзано» 08.11.90 г.
- В. Котенко «Распишитесь за наган» 30.03.91 г.
- Ж. Брикер, М.Лассег «Мужской род единственное число» 04.10.91 г.
- У. Сароян «Эй, кто-нибудь!» (совместная постановка с Н.Колесник) 08.11.91 г.
- И. Войтюк «Чип и Дейл спешат на помощь Деду Морозу» 27.12.91 г.
- Г. Токарев «Глубокий массаж» (руководитель постановки, режиссёры-постановщики О. Супрун, А. Матузко) 10.03.92 г.
- Г. Горин «Тиль» 12.04.92 г.
- Г. Фигейредо «Лиса и виноград» (Эзоп) 30.10.92 г.
- К. Фортюно, Г. Абекассис «Убийца на лестнице» (совместная постановка с Ю. Бинецким) 30.04.93 г.
- Л. Разумовская «Ваша сестра и пленница» 01.10.93 г.
- И. Нечуй-Левицкий «Кайдашева семья» (совместная постановка с П. Демченко) 28.01.94 г.
- Р. Тоома «Ловушка» 15.03.94 г.
- Н. Гоголь «Женитьба» 03.04.94 г.
- Е. Чеповецкий «Добрый Хортон» 25.10.94 г.
- А. Вампилов «Провинциальные анекдоты» 17.03.95 г.
- Д. Липскеров «Река на асфальте» (руководитель постановки, режиссёр-постановщик М. Астахова) 21.05.95 г.
- Е. Замятин «Пещера» 24.09.95 г.
- Э. Радзинский «Продолжение Дон Жуана» 09.11.96 г.
- Ж. Кокто «Формула любви» 10.10.97 г.
- И. Нечуй-Левицкий «Кайдашева семья» 15.03.2014 г.

## Фильмография

### Режиссёр
- 2006 — «Танго любви»
- 2007 — «Возвращается муж из командировки»
- 2007 — «Мим Бим, или Чужая жизнь»
- 2007 — «Так не бывает»
- 2009 — «Загадай желание»
- 2010 — «Платон Ангел»

### Сценарист
- 2007 — «Так не бывает»
- 2010 — «Платон Ангел»

### Продюсер
- 2006 — «Танго любви»
- 2007 — «Возвращается муж из командировки»
- 2007 — «Мим Бим, или Чужая жизнь»
- 2007 — «Так не бывает»

### Актёр
- 1979 — «Вавілон 20» реж. И. Миколайчук
- 1980 — «Мятежный Орион» реж. Е. Шерстобитов
- 2005 — «Завтра будет завтра» реж. А. Демьяненко
- 2006 — «Танго любви» реж. И. Войтюк
- 2006 — «Целуют всегда не тех» реж. Д. Томашпольский
- 2015 — «Моя бабушка Фани Каплан» реж. А. Демьяненко

## Награды
- 2011 — II Трускавецкий международный кинофестиваль телевизионных фильмов «Корона Карпат» в Трускавце (Украина). «Платон Ангел». Первая премия за лучшую мужскую роль (Богдан Ступка)[1]
- 2012 — XXI Международный кинофорум «Золотой витязь» в Омске (Россия). «Бронзовый витязь» в номинации «Телевизионные игровые фильмы» за фильм «Платон Ангел»[2]
- 2012 — Х Международный кинофестиваль православного кино «Покров» в Киеве (Украина). «Платон Ангел». Третья премия в номинации «Игровое кино»[3]